# São Jorge de Arroios
São Jorge de Arroios war eine portugiesische Gemeinde (Freguesia) im 4. Bairro der Hauptstadt Lissabon. Sie wurde im Rahmen der Gebietsreform der Stadt Lissabon am 29. September 2013 aufgelöst und Teil der neuen Gemeinde Arroios. Sie hatte eine Fläche von 1,15 km² und 2011 18.055 Einwohner. 

## Söhne und Töchter der Gemeinde
- António Botelho Homem Bernardes Pessoa (1749–1810), Gouverneur von Portugiesisch-Timor
- Alexandre Coutinho Lopes de Brito Palma (* 1978), römisch-katholischer Geistlicher, Theologe, Weihbischof in Lissabon
- Patrícia Mamona (* 1988), Leichtathletin